# Boronia coerulescens
Boronia coerulescens är en vinruteväxtart. Boronia coerulescens ingår i släktet Boronia och familjen vinruteväxter.

## Underarter
Arten delas in i följande underarter:
- B. c. coerulescens
- B. c. spicata
- B. c. spinescens